# Nuoto ai Giochi della XXXI Olimpiade - 200 metri stile libero maschili
La gara dei 200 metri stile libero maschili dei Giochi della XXXI Olimpiade si svolgerà il 7 e l'8 agosto 2016 presso l'Estádio Aquático Olímpico. Vi parteciperanno 48 atleti.

## Programma
| Data          | Ora (BRT/UTC-3) | Turno      |
| ------------- | --------------- | ---------- |
| 7 agosto 2016 | 13:20           | Batterie   |
| 7 agosto 2016 | 22:11           | Semifinali |
| 8 agosto 2016 | 22:21           | Finale     |

## Record
Prima della competizione, i record olimpici e mondiali erano i seguenti:
| Record mondiale | 1'42"00 | Paul Biedermann Germania   | 28 luglio 2009 Roma, Italia  |
| Record olimpico | 1'42"96 | Michael Phelps Stati Uniti | 12 agosto 2008 Pechino, Cina |

## Risultati

### Batterie
| Posizione | Batteria | Corsia | Nome                     | Nazionalità       | Tempo   | Note |
| --------- | -------- | ------ | ------------------------ | ----------------- | ------- | ---- |
| 1         | 5        | 4      | Sun Yang                 | Cina              | 1:45.75 | Q    |
| 2         | 4        | 4      | Paul Biedermann          | Germania          | 1:45.78 | Q    |
| 3         | 5        | 6      | Chad le Clos             | Sudafrica         | 1:45.89 | Q    |
| 4         | 6        | 3      | Conor Dwyer              | Stati Uniti       | 1:45.95 | Q    |
| 5         | 4        | 5      | Townley Haas             | Stati Uniti       | 1:46.13 | Q    |
| 5         | 6        | 4      | James Guy                | Gran Bretagna     | 1:46.13 | Q    |
| 7         | 6        | 5      | Kōsuke Hagino            | Giappone          | 1:46.19 | Q    |
| 8         | 5        | 3      | Sebastiaan Verschuren    | Paesi Bassi       | 1:46.32 | Q    |
| 9         | 5        | 5      | Thomas Fraser-Holmes     | Australia         | 1:46.49 | Q    |
| 10        | 6        | 6      | Velimir Stjepanović      | Serbia            | 1:46.64 | Q    |
| 11        | 4        | 6      | Jérémy Stravius          | Francia           | 1:46.67 | WD   |
| 12        | 4        | 8      | Dominik Kozma            | Ungheria          | 1:46.68 | Q    |
| 13        | 5        | 7      | Myles Brown              | Sudafrica         | 1:46.78 | Q    |
| 14        | 2        | 4      | Cristian Quintero        | Venezuela         | 1:47.02 | Q    |
| 15        | 5        | 1      | Kacper Majchrzak         | Polonia           | 1:47.12 | Q    |
| 16        | 6        | 7      | Alexander Krasnykh       | Russia            | 1:47.15 | Q    |
| 17        | 4        | 7      | Glenn Surgeloose         | Belgio            | 1:47.19 | Q    |
| 18        | 3        | 6      | Felix Auböck             | Austria           | 1:47.24 |      |
| 19        | 4        | 3      | Yannick Agnel            | Francia           | 1:47.35 |      |
| 20        | 3        | 7      | Matthew Stanley          | Nuova Zelanda     | 1:47.37 |      |
| 21        | 6        | 8      | Matias Koski             | Finlandia         | 1:47.40 |      |
| 22        | 3        | 4      | Federico Grabich         | Argentina         | 1:47.41 |      |
| 23        | 3        | 3      | Andrea Mitchell D'Arrigo | Italia            | 1:47.46 |      |
| 24        | 3        | 8      | Marwan El-Kamash         | Egitto            | 1:47.52 |      |
| 25        | 4        | 2      | João de Lucca            | Brasile           | 1:47.63 |      |
| 26        | 3        | 2      | Welson Sim               | Malaysia          | 1:47.67 |      |
| 27        | 6        | 1      | Dion Dreesens            | Paesi Bassi       | 1:47.76 |      |
| 28        | 5        | 8      | Christoph Fildebrandt    | Germania          | 1:47.81 |      |
| 29        | 6        | 2      | Park Tae-hwan            | Corea del Sud     | 1:48.06 |      |
| 30        | 5        | 2      | David McKeon             | Australia         | 1:48.38 |      |
| 31        | 1        | 4      | Khader Baqlah            | Giordania         | 1:48.42 |      |
| 32        | 2        | 6      | Shang Keyuan             | Cina              | 1:48.46 |      |
| 33        | 2        | 5      | Marco Belotti            | Italia            | 1:48.71 |      |
| 34        | 1        | 3      | Alexei Sancov            | Moldavia          | 1:48.85 |      |
| 35        | 2        | 3      | Cameron Kurle            | Gran Bretagna     | 1:49.08 |      |
| 36        | 3        | 1      | Nikita Lobintsev         | Russia            | 1:49.35 |      |
| 37        | 3        | 5      | Péter Bernek             | Ungheria          | 1:49.73 |      |
| 38        | 2        | 2      | Alexandre Haldemann      | Svizzera          | 1:49.94 |      |
| 39        | 1        | 5      | Anže Tavčar              | Slovenia          | 1:49.96 |      |
| 40        | 2        | 1      | Henrik Christiansen      | Norvegia          | 1:50.09 |      |
| 41        | 2        | 7      | Hoàng Quý Phước          | Vietnam           | 1:50.39 |      |
| 41        | 2        | 8      | Ahmed Mathlouthi         | Tunisia           | 1:50.39 |      |
| 43        | 1        | 6      | Marcelo Acosta           | El Salvador       | 1:51.46 |      |
| 44        | 1        | 7      | Noah Mascoll-Gomes       | Antigua e Barbuda | 1:53.16 |      |
| 45        | 1        | 2      | Mikel Schreuders         | Aruba             | 1:55.10 |      |
| 46        | 1        | 1      | Brandon Schuster         | Samoa             | 1:57.72 |      |
| 47        | 1        | 8      | Ahmed Gebrel             | Palestina         | 1:59.71 |      |
| 48        | 4        | 1      | Nicolas Oliveira         | Brasile           | dns     |      |

### Semifinali
| Posizione | Semifinale | Corsia | Nome                  | Nazionalità   | Tempo   | Note |
| --------- | ---------- | ------ | --------------------- | ------------- | ------- | ---- |
| 1         | 1          | 5      | Conor Dwyer           | Stati Uniti   | 1:45.55 | Q    |
| 2         | 2          | 4      | Sun Yang              | Cina          | 1:44.63 | Q    |
| 3         | 2          | 6      | Kōsuke Hagino         | Giappone      | 1:45.45 | Q    |
| 4         | 2          | 8      | Aleksandr Krasnych    | Russia        | 1:45.69 | Q    |
| 4         | 1          | 4      | Paul Biedermann       | Germania      | 1:45.69 | Q    |
| 6         | 2          | 3      | Townley Haas          | Stati Uniti   | 1:45.92 | Q    |
| 7         | 2          | 5      | Chad le Clos          | Sudafrica     | 1:45.94 | Q    |
| 8         | 1          | 3      | James Guy             | Gran Bretagna | 1:46.23 | Q    |
| 9         | 2          | 2      | Thomas Fraser-Holmes  | Australia     | 1:46.24 |      |
| 10        | 1          | 1      | Kacper Majchrzak      | Polonia       | 1:46.30 |      |
| 11        | 1          | 6      | Sebastiaan Verschuren | Paesi Bassi   | 1:46.34 |      |
| 12        | 1          | 7      | Myles Brown           | Sudafrica     | 1:46.57 |      |
| 13        | 1          | 2      | Velimir Stjepanović   | Serbia        | 1:47.28 |      |
| 14        | 1          | 8      | Glenn Surgeloose      | Belgio        | 1:47.36 |      |
| 15        | 2          | 7      | Dominik Kozma         | Ungheria      | 1:47.53 |      |
| 16        | 2          | 1      | Cristian Quintero     | Venezuela     | 1:48.00 |      |

#### Finale
| Posizione | Corsia | Nome               | Nazionalità   | Tempo   | Note |
| --------- | ------ | ------------------ | ------------- | ------- | ---- |
| Oro       | 4      | Sun Yang           | Cina          | 1:44.65 |      |
| Argento   | 1      | Chad le Clos       | Sudafrica     | 1:45.20 |      |
| Bronzo    | 3      | Conor Dwyer        | Stati Uniti   | 1:45.23 |      |
| 4         | 8      | James Guy          | Gran Bretagna | 1:45.49 |      |
| 5         | 7      | Townley Haas       | Stati Uniti   | 1:45.58 |      |
| 6         | 6      | Paul Biedermann    | Germania      | 1:45.84 |      |
| 7         | 5      | Kōsuke Hagino      | Giappone      | 1:45.90 |      |
| 8         | 2      | Aleksandr Krasnych | Russia        | 1:45.91 |      |